# 568-ма фольксгренадерська дивізія (Третій Рейх)
568-ма фольксгренадерська дивізія (Третій Рейх) (нім. 568. Volksgrenadier-Division) — піхотна дивізія народного ополчення (фольксгренадери) вермахту за часів Другої світової війни.

## Історія
568-ма фольксгренадерська дивізія сформована 26 серпня 1944 року у ході 32-ї хвилі мобілізації на навчальному центрі «Кенігсбрюк» (нім. Truppenübungsplatz Königsbrück) у IV військовому окрузі. 17 вересня 1944 року її підрозділи пішли на доукомплектування 256-ї фольксгренадерської дивізії.

## Райони бойових дій
- Німеччина (серпень — вересень 1944)

## Командування

### Командири
- генерал-майор Герхард Франц (нім. Gerhard Franz) (26 серпня — 15 вересня 1944)

### Склад
| 1944                                      |
| ----------------------------------------- |
| 1162-й гренадерський полк                 |
| 1163-й гренадерський полк                 |
| 1164-й гренадерський полк                 |
| 1568-й артилерійський полк                |
| 568-й протитанковий дивізіон              |
| 1568-ма рота зв'язку                      |
| 1568-ме дивізійне управління забезпечення |